# RD-861
Le RD-861 est un moteur-fusée à ergols liquides soviétique brûlant de l'UDMH et du peroxyde d'azote selon un cycle générateur de gaz. Il possède une chambre de combustion principale et quatre moteurs verniers alimentés par la sortie du générateur de gaz. Il peut être rallumé une seule fois.

## Histoire
Lorsque l'armée soviétique développa le système de bombardement orbital fractionné, l'OKB-586 de Yanguel proposa une nouvelle version de son missile balistique intercontinental R-36, appelé R-36-ORB (indice GRAU : 8K69). Il comprenait une ogive nucléaire orbitale appelée OGCh (indice GRAU : 8F021), pour lequel le moteur RD-854 fut développé en interne. Puisque le Traité de l'espace de 1967 interdisait les armes nucléaires en orbite terrestre, mais ne bannissait pas les lanceurs, l'Union soviétique testa l'OGCh, toutefois sans placer de têtes nucléaires en orbite,.

## Versions
Il existe trois versions de ce moteur :
- RD-854 (indice GRAU : 8D612) : développé tout d'abord comme moteur du troisième étage du missile R-36-ORB OGCh[5],[6].
- RD-861 (indice GRAU : 11D25) : appelé également D-25. C'était le moteur du troisième étage du Tsiklon-3[2].
- RD-861K : un RD-861 amélioré, développé pour le troisième étage du Tsiklon-4. Les moteurs-verniers ont été remplacés par un cardan actionné hydrauliquement pour l'ensemble du moteur. L'impulsion spécifique a été accrue, le temps de combustion triplé et le nombre de rallumages porté à trois[7],[8],[9],[10].